# 1936 Lugano
1936 Lugano este un asteroid din centura principală, descoperit pe 24 noiembrie 1973 de Paul Wild.